# Consolida sulphurea
Consolida sulphurea és una espècie que pertany a la família de les ranunculàcies.

## Descripció
Consolida sulphurea és una planta herbàcia anual.

## Distribució i hàbitat
Consolida sulphurea és una planta molt rara que creix a Turquia a l'Anatòlia interior i a Síria.

## Taxonomia
Consolida sulphurea va ser descrita per Peter Hadland Davis i publicat a Notes from the Royal Botanic Garden, Edinburgh 26: 175, a l'any 1965.
Etimologia
Veure:Consolida
sulphurea: epítet llatí que significa "sulfurós"
Sinonímia
- Delphinium sulphureum Boiss. & Hausskn.[4]